# Kackerlackorna
Kackerlackorna (engelska: They Nest) är en amerikansk långfilm från 2000 i regi av Ellory Elkayem, med Thomas Calabro, Dean Stockwell, John Savage och Kristen Dalton i rollerna.

## Handling
Dr. Ben Cahill blir så stressad över alkoholproblem och äktenskapsproblem att han på akuten inte klarar av operationer. För att få tillbaka sin självkänsla bestämmer han sig för att varva ned några månader i huset han och hans ex-fru köpte på Orr Island, ett numera obetydligt fiskarsamhälle utanför kusten i Maine. Han blir direkt ovän med några lokala nollor, som ogillar honom för att han kommer från staden. När några djur och människor plötsligt dör, börjar Dr. Cahill undersöka dem på begäran av den förnuftige Sheriff Hobbs och upptäcker konstiga externa såväl interna skador. Även elektrikern Jack Wald dör då han blir påkörd av Dr. Cahills bil, men då han tittar omkring lite upptäcker han ett antal konstiga kackerlackor som har klor, vilket är väldigt underligt. Han kontaktar universitetets entomologiavdelning där inte de heller vet vad det är för art, så han skickar iväg ett prov till dem. Samtidigt blir Jacks dumme bror Eamon Wald ursinnig på Dr. Cahill, eftersom han tror att han dödade hans bror med mening, och beger sig hem till Dr. Cahill med några kamrater för att slåss. Det slutar med att sheriffen dör, och utan annat alternativ beger sig Dr. Cahill till den lokala butikens kontorist Nell Bartle. Tillsammans får de reda på precis hur illa faran med kackerlackorna är och försöker genast att evakuera... 

## Rollista
| Thomas Calabro      | – Dr. Ben Cahill |
| Dean Stockwell      | – Sheriff Hobbs  |
| John Savage         | – Jack Wald      |
| Kristen Dalton      | – Nell Bartle    |
| Tom McBeath         | – Eamon Wald     |
| Mark Schooley       | – Johnnie Skee   |
| Travis MacDonald    | – Enoch Piper    |
| Dean Wray           | – Josiah Bean    |
| Lee Jay Bamberry    | – Guy Barter     |
| Shaina Tianne Unger | – Sarah Barter   |
| Marcel Maillard     | – Al Crump       |
| Alexander Pollock   | – Henry S. Crump |
| Deb Pickman         | – Peggy Crump    |
| Walter Marsh        | – Vinyl          |
| Rebecca Toolan      | – Mrs. Bartle    |

## Tagline
- It's feeding time...